# Berneuil-sur-Aisne
Berneuil-sur-Aisne é uma comuna francesa na região administrativa de Altos da França, no departamento de Oise. Estende-se por uma área de 10,61 km². Em 2010 a comuna tinha 1 017 habitantes (densidade: 95,9 hab./km²).